# NetBus
NetBus ist ein Fernwartungstool für Microsoft Windows, das meist illegal eingesetzt wird.
In seiner Funktionalität entspricht es Back Orifice, verfügt allerdings über mehr Möglichkeiten. Es wurde von dem Schweden Carl-Fredrik Neikter in Delphi geschrieben, der die erste Version Mitte März 1998 veröffentlichte. Derzeit liegt das Programm in den Versionen 1.60, 1.70 und als NetBus 2.01 Pro vor.

## Eigenschaften und Funktion
NetBus besteht wie alle Fernwartungsprogramme aus einem Client und einem Server-Programm, welches zur Kontrolle des entfernten Rechners eingesetzt wird. Die benutzten Ports sind ab der Version 1.7 variabel konfigurierbar. Die Version 1.6 benutzt einen festgelegten Port.
NetBus bietet auf dem installierten Rechner, auf dem der Server installiert wurde, folgende Funktionen:
1. Aufzeichnen von Tastatureingaben
2. Einschalten eines „Key-Clicks“ und Abschalten bestimmter Zeichen
3. Maus-Steuerung
4. Öffnen und Schließen des CD-ROM-Laufwerks
5. Generieren von „Fehler-, Warn- und Info-Meldungen“
6. Starten von Anwendungen und Programmen
7. Öffnen von Web-Seiten (URLs)
8. Erstellen eines Bildschirmfotos (als BMP- oder JPEG-Datei)
9. Abspielen von WAV-Dateien
10. Aufnahmen über ein angeschlossenes Mikrofon
11. Manipulationen am Dateisystem, wie zum Beispiel
  1. Kopieren,
  2. Löschen,
  3. Umbenennen,
  4. Suchen
12. Hoch- und Herunterladen von Dateien
13. Anzeigen und Schließen aller geöffneten Fenster
14. Auslesen von Systeminformationen
15. Neustarten des Rechners